# Назми, Али
Али Назми (настоящее имя — Али Мамедов, азерб. Məmmədzadə Əli Məhəmməd oğlu (Əli Nəzmi); 1878 — 4 января 1946 года) — азербайджанский советский поэт, литературный критик, переводчик, член Союза писателей СССР с 1934 года.

## Биография
Образование получил в медресе.
Первое стихотворение «Начало деревушке» было опубликовано в 1904 году. Печатался под псевдонимом Сижимгулу.
В 1926—1931 годах Назми был секретарем журнала «Молла Насреддин». Во время Великой Отечественной войны написал несколько сатир: «Союз Гитлера с дьяволом», «Протест Волка против Бога», «Моя Родина» и другие.
Видный представитель азербайджанского реализма XX века, считается преемником Мирзы Алекбара Сабира. Был первым переводчиком шекспировского «Короля Лира» на азербайджанский язык. Стремился к чистоте азербайджанского языка, выступал против пантюркистов и панисламистов.

## Память
Похоронен на Аллее почётного захоронения в Баку.
Именем Али Назми названа улица в Баку (бывшая Баиловская 5-я, Эйжена Берга)